# Linia kolejowa nr 147
Linia kolejowa nr 147 Zabrze Biskupice – Gliwice – pierwszorzędna, jedno- i dwutorowa, zelektryfikowana linia kolejowa znaczenia państwowego w województwie śląskim.

## Historia

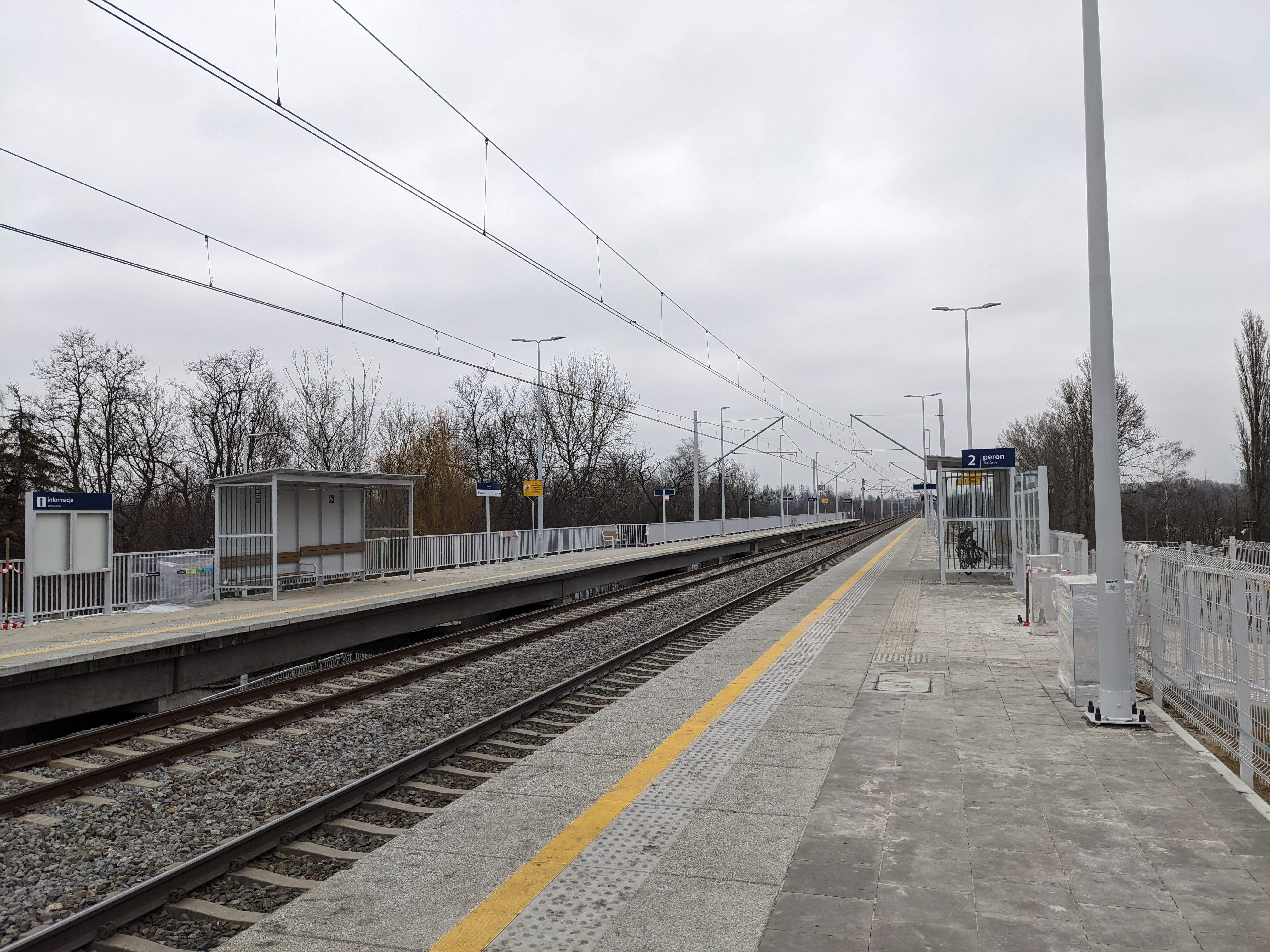
Przystanek kolejowy Zabrze Maciejów

W styczniu 2019 PKP PLK podpisały z przedsiębiorstwem Porr umowę na remont linii nr 147 na odcinku Zabrze Biskupice – Maciejów.
W lutym 2024 wyłoniony został wykonawca budowy 2 przystanków kolejowych na linii nr 147: Zabrze Maciejów i Zabrze Północ. 15 grudnia obydwa nowe przystanki zostały uruchomione.